# Kevin Bass
Pour les articles homonymes, voir Bass.
Kevin Charles Bass (né le 12 mai 1959 à Redwood City, Californie, États-Unis) est un ancien joueur de champ extérieur de la Ligue majeure de baseball qui évolue de 1982 à 1995. 
Frappeur ambidextre capable de réussir tant le circuit que le vol de but, il se distingue surtout chez les Astros de Houston, le club avec lequel il joue 10 de ses 14 saisons et qu'il représente en 1986 au match des étoiles.

## Carrière
Kevin Bass est repêché par les Brewers de Milwaukee au 2e tour de sélection en juin 1977. Son premier match dans le baseball majeur le 9 avril 1982 n'est que le premier de 18 pour les Brewers, puisque le 30 août suivant ceux-ci l'envoient aux Astros de Houston avec les lanceurs gauchers Mike Madden et Frank DiPino pour acquérir le vétéran lanceur droitier Don Sutton.
Après une douzaine de matchs pour les Astros à la fin 1982, Bass rejoint l'équipe à nouveau en 1983 et, de 1984 à 1989 sera le voltigeur de droite régulier du club. Il connaît sa meilleure année en 1986 lorsqu'il termine 7e du vote de fin d'année désignant le joueur par excellence de la Ligue nationale après une campagne où il réalise des sommets en carrière de coups sûrs (184), de coups sûrs de plus d'un but (58), de doubles (33), de circuits (20) et de points marqués (83), en plus d'afficher une moyenne au bâton ( ,311) et une moyenne de puissance (,486) qui sont ses plus élevées en une saison. Il récolte de plus 79 points produits et affiche une moyenne de présence sur les buts de ,357. À la mi-saison, il honore sa seule sélection en carrière au match des étoiles et aide les Astros à remporter le championnat de la division Est de la Ligue nationale. Il réussit 7 coups sûrs en 6 matchs dans les séries éliminatoires. Il est cependant le joueur des Astros retiré cette saison-là : il fend l'air sur une troisième prise lancée par Jesse Orosco en 16e manche de la 6e rencontre, historique par sa longueur, de la Série de championnat 1986 de la Ligue nationale perdue par les Astros aux mains des éventuels champions du monde, les Mets de New York.
Bass réalise quelques bonnes saisons à Houston. En 1987, il atteint son record personnel de 79 points produits en une année et devient le premier frappeur ambidextre de l'histoire de la Ligue nationale à frapper des circuits des deux côtés du marbre dans un même match, c'est-à-dire un comme frappeur gaucher et un comme droitier, à deux reprises dans la même saison : il réussit la chose quatre fois dans sa carrière, et deux fois dans la saison 1987, contre San Francisco le 3 août puis contre les Cubs de Chicago le 2 septembre,.
Il réussit au moins 20 vols de buts chaque saison de 1986 à 1988, dont un sommet en carrière de 31 cette dernière année. 
Devenu agent libre après la campagne de 1989, il signe un contrat de 5,25 millions de dollars pour 3 saisons chez les Giants de San Francisco. Il s'aligne avec les Giants deux saisons et demie avant d'être échangé aux Mets de New York durant l'été 1992. Il revient à Houston pour les saisons 1993 et 1994, où il est employé moins fréquemment que dans ses jeunes années. En 82 matchs joués en 1994, il frappe pour ,310 de moyenne au bâton et sa moyenne de présence sur les buts de ,393 est sa meilleure en carrière. Il joue ses derniers matchs en 1995 avec les Orioles de Baltimore.
Kevin Bass a disputé 1 571 matchs en 14 saisons dans le baseball majeur, dont 1 122 en tant que joueur des Astros. Il compte au total 1 308 coups sûrs, dont 248 doubles, 40 triples et 118 circuits, pour aller avec 611 points produits, 609 points marqués et 151 buts volés. Sa moyenne au bâton en carrière s'élève à ,270 et sa moyenne de présence sur les buts se chiffre à ,323. 